# Bent Mohn
Bent Mohn (12. september 1928 – 24. juli 2003) var en dansk redaktør ved dagbladet Politiken. Mohn, der var uddannet mag.art. i alm. og smlgn. litteraturhistorie, var som yngre en nær bekendt til Karen Blixen. I anledning af hendes 100-års dag den 17. april 1985, skrev han artiklen Fødselsdagshilsen til Karen Blixen.